# Gilberto Santa Rosa

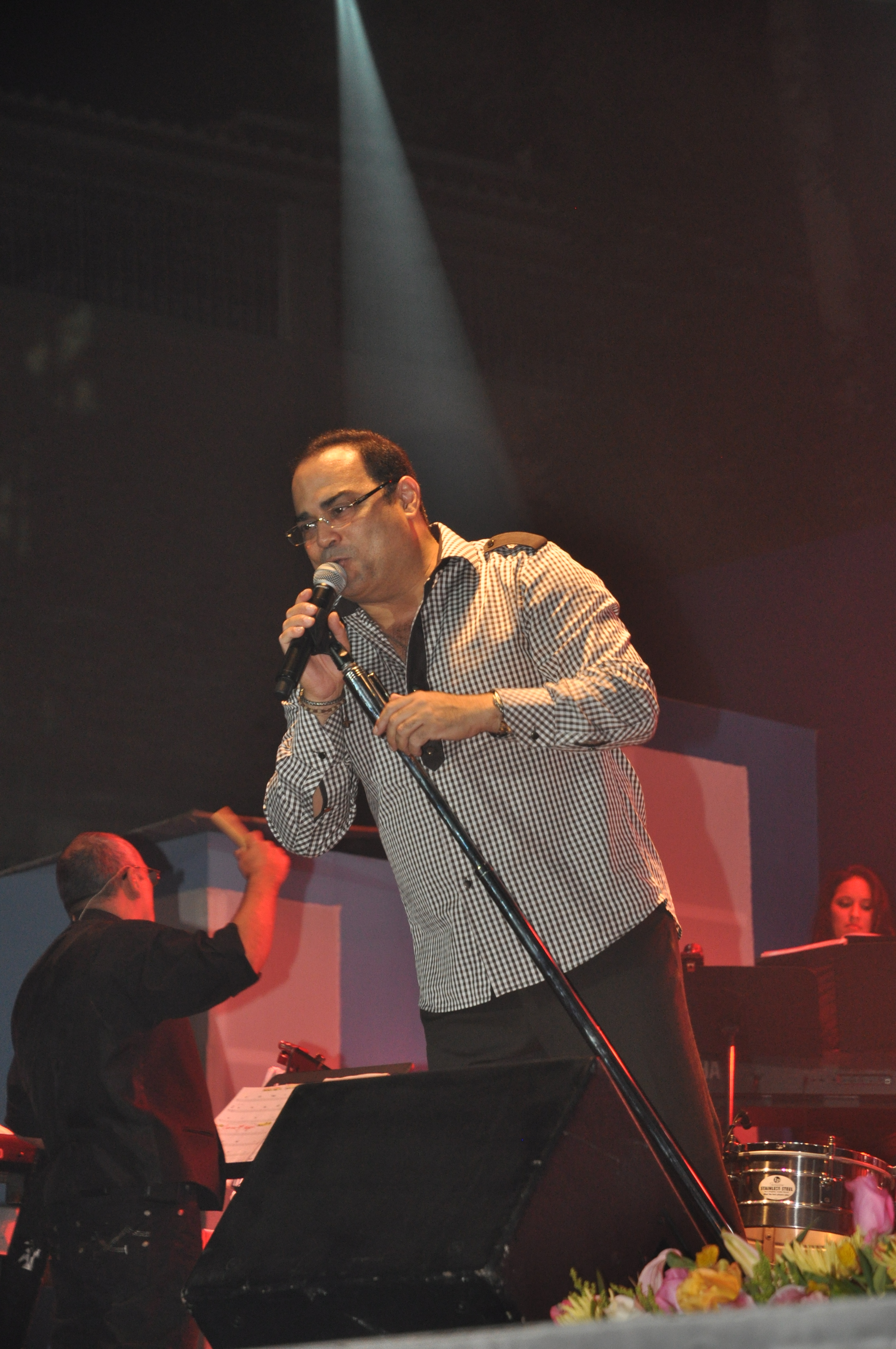
Gilberto Santa Rosa (2011)

Gilberto Santa Rosa (* 21. August 1962 in Carolina, Puerto Rico), auch bekannt als El caballero de la salsa (span. Der Gentleman des Salsa), ist ein Salsa- und Boleromusiker.

## Leben
Gilberto Santa Rosa wurde 1962 in der Stadt Carolina im Norden von Puerto Rico geboren. Er erhielt dort seine Schulausbildung und fand dort auch sein Interesse an Musik. Noch als Teenager nahm er 1976 an seinem ersten Konzert teil und machte als Hintergrundsänger vom Mario Ortiz Orchestra seine ersten Studioaufnahmen. Kurze Zeit später wurde er für die Musikgruppe La Grande Orchestra als Frontsänger angeworben. Er blieb für zwei Jahre in der Band und traf dort auf Elias Lopes, der ihm bei der Entwicklung seiner Gesangsfertigkeiten half und diese formte. Er war Teil der Orchester Tommy Olivencia, Willie Rosario und El Gran Combo de Puerto Rico, mit denen er mehrere Alben aufnahm.

## Auszeichnungen
Am 29. September 2008 erhielt er in New Jersey den Latin Grammy in der Kategorie Salsa für sein Album Contraste.

## Diskografie

### Alben
| Jahr | Titel                                             | Höchstplatzierung, Gesamtwochen, AuszeichnungChartplatzierungen (Jahr, Titel, Platzierungen, Wochen, Auszeichnungen, Anmerkungen) | Höchstplatzierung, Gesamtwochen, AuszeichnungChartplatzierungen (Jahr, Titel, Platzierungen, Wochen, Auszeichnungen, Anmerkungen) | Anmerkungen                                                                       |
| Jahr | Titel                                             | US | Latin | Anmerkungen                                                                       |
| ---- | ------------------------------------------------- | --- | --- | --------------------------------------------------------------------------------- |
| 1993 | Nace Aquí                                         | — | Latin31 ×2Doppelplatin · (13 Wo.)Latin                                                                                            | Erstveröffentlichung: 6. August 1993                                              |
| 1994 | De Cara al Viento                                 | — | Latin22 Platin · (9 Wo.)Latin | Erstveröffentlichung: 22. November 1994                                           |
| 1995 | En Vivo Desde El Carnegie Hall                    | — | Latin8 ×2Doppelplatin · (12 Wo.)Latin                                                                                             | Erstveröffentlichung: 3. Oktober 1995                                             |
| 1996 | Esencia                                           | — | Latin12 Platin · (20 Wo.)Latin | Erstveröffentlichung: 15. November 1996                                           |
| 1997 | De Corazón                                        | — | Latin13 Platin · (11 Wo.)Latin | Erstveröffentlichung: 9. Dezember 1997                                            |
| 1999 | Expresión                                         | — | Latin2 ×2Doppelplatin · (56 Wo.)Latin                                                                                             | Erstveröffentlichung: 6. Juli 1999                                                |
| 2001 | Intenso                                           | — | Latin13 Platin · (44 Wo.)Latin | Erstveröffentlichung: 6. März 2001                                                |
| 2002 | Viceversa                                         | US181 (3 Wo.)US | Latin2 Platin · (24 Wo.)Latin | Erstveröffentlichung: 3. September 2002                                           |
| 2003 | Solo Bolero                                       | — | Latin40 Platin · (27 Wo.)Latin | Erstveröffentlichung: 25. Februar 2003                                            |
| 2004 | Auténtico                                         | US195 (1 Wo.)US | Latin3 (15 Wo.)Latin | Erstveröffentlichung: 23. August 2004                                             |
| 2005 | Asi Es Nuestra Navidad                            | — | Latin11 (6 Wo.)Latin | Erstveröffentlichung: 1. November 2005 mit El Gran Combo                          |
| 2006 | Directo al corazón                                | US188 (1 Wo.)US | Latin10 (10 Wo.)Latin | Erstveröffentlichung: 14. März 2006                                               |
| 2007 | Contraste                                         | — | Latin12 Platin · (25 Wo.)Latin | Erstveröffentlichung: 20. November 2007                                           |
| 2008 | El Caballero de La Salsa: La Historia Tropical... | — | Latin15 Gold · (21 Wo.)Latin | Erstveröffentlichung: 21. Juli 2008                                               |
| 2008 | Una Navidad con Gilberto                          | — | Latin6 (12 Wo.)Latin | Erstveröffentlichung: 14. Oktober 2008                                            |
| 2009 | Lo Mejor De Gilberto En La Navidad                | — | Latin10 (9 Wo.)Latin | Erstveröffentlichung: 3. November 2009                                            |
| 2010 | Irrepetible                                       | — | Latin3 Gold · (31 Wo.)Latin | Erstveröffentlichung: 29. Juni 2010                                               |
| 2012 | Canciones de Amor: Love Songs                     | — | Latin34 (5 Wo.)Latin | Erstveröffentlichung: 23. Januar 2012                                             |
| 2012 | Gilberto Santa Rosa                               | — | Latin13 (12 Wo.)Latin | Erstveröffentlichung: 12. November 2012                                           |
| 2013 | Frente a Frente                                   | — | Latin53 (4 Wo.)Latin | Erstveröffentlichung: 20. Juni 2013                                               |
| 2015 | Necesito un Bolero                                | — | Latin3 (16 Wo.)Latin | Erstveröffentlichung: 20. Januar 2015                                             |
| 2019 | En Buena Compañía                                 | — | Latin40 (1 Wo.)Latin | Erstveröffentlichung: 21. September 2018 mit Victor Garcia & La Sonora Sanjuanera |
| 2019 | 40... y Contando: En Vivo Desde Puerto Rico       | — | Latin29 (2 Wo.)Latin | Erstveröffentlichung: 31. Mai 2019                                                |

Weitere Alben
- Good Vibrations (1986)
- Keeping Cool!! (1987)
- De Amor y Salsa (1988)
- Salsa en... Movimiento (1988)
- Punto de Vista (1990, US: Platin (Latin))
- Perspectiva (1991, US: ×2Doppelplatin (Latin) )
- A Dos Tiempos de un Tiempo (1992, US: Platin (Latin))
- Salsa Sinfónica en Vivo Teatro Teresa Carreño (1998)
- Romántico (2000) (2CD)

### Singles
| Jahr | Titel Album                               | Höchstplatzierung, Gesamtwochen, AuszeichnungChartsChartplatzierungen (Jahr, Titel, Album, Platzierungen, Wochen, Auszeichnungen, Anmerkungen) | Anmerkungen  |
| Jahr | Titel Album                               | Latin | Anmerkungen  |
| ---- | ----------------------------------------- | --- | ------------ |
| 1986 | Sin un amor Good Vibrations               | Latin22 (19 Wo.)Latin |              |
| 1986 | Cantante de cartel Good Vibrations        | Latin40 (3 Wo.)Latin |              |
| 1987 | Manana al medio dia Good Vibrations       | Latin43 (2 Wo.)Latin |              |
| 1987 | No Me la LLame Mas –                      | Latin41 (2 Wo.)Latin |              |
| 1988 | Toda La Noche Oliendo A Ti –              | Latin31 (5 Wo.)Latin |              |
| 1988 | Tu De Amor y Salsa                        | Latin13 (13 Wo.)Latin |              |
| 1989 | Dejame Sentirte De Amor y Salsa           | Latin27 (6 Wo.)Latin |              |
| 1989 | Un Poco Mas De Amor y Salsa               | Latin38 (1 Wo.)Latin |              |
| 1989 | Tengo Una Muneca Salsa En... Movimiento   | Latin15 (13 Wo.)Latin |              |
| 1990 | Para Decir Te Amo Salsa En... Movimiento  | Latin19 (8 Wo.)Latin |              |
| 1990 | Vivir Sin Ella Punto De Vista             | Latin13 (10 Wo.)Latin |              |
| 1991 | Perdoname Punto De Vista                  | Latin11 (9 Wo.)Latin |              |
| 1991 | De Cualquier Manera Punto De Vista        | Latin25 (6 Wo.)Latin |              |
| 1991 | Impaciencia Punto De Vista                | Latin18 (7 Wo.)Latin |              |
| 1992 | Conciencia Perspectiva                    | Latin14 (15 Wo.)Latin |              |
| 1992 | Vino Tinto Perspectiva                    | Latin33 (5 Wo.)Latin |              |
| 1992 | En La Soledad A Dos Tiempos De Un Tiempo  | Latin19 (9 Wo.)Latin |              |
| 1993 | Sin Voluntad Nace Aquí                    | Latin15 (9 Wo.)Latin |              |
| 1994 | Buscame Nace Aquí                         | Latin19 (6 Wo.)Latin |              |
| 1994 | Me Volvieron A Hablar De Ella Nace Aquí   | Latin27 (10 Wo.)Latin |              |
| 1994 | Te Propongo De Cara al Viento             | Latin36 (2 Wo.)Latin |              |
| 1995 | Suenos Son De Cara al Viento              | Latin40 (1 Wo.)Latin |              |
| 1997 | No Quiero Na’ Regala’o Escencia           | Latin10 (7 Wo.)Latin |              |
| 1997 | Yo No Te Pido Escencia                    | Latin14 (9 Wo.)Latin |              |
| 1997 | Esas Lagrimas Escencia                    | Latin32 (3 Wo.)Latin |              |
| 1997 | Peligro Escencia                          | Latin27 (4 Wo.)Latin |              |
| 1998 | Que Se Lo Lleve El Rio De Corazón         | Latin14 (7 Wo.)Latin |              |
| 1998 | Esa Parte De Mi (Perdona) De Corazón      | Latin8 (9 Wo.)Latin |              |
| 1999 | Dejate Querer Expresión                   | Latin4 (17 Wo.)Latin |              |
| 2000 | Que Alguien Me Diga Expresión             | Latin1 (38 Wo.)Latin |              |
| 2001 | Pero No Me Ama Intenso                    | Latin7 (26 Wo.)Latin |              |
| 2001 | Pueden Decir Intenso                      | Latin3 (26 Wo.)Latin |              |
| 2002 | La Agarro Bajando Intenso                 | Latin4 (26 Wo.)Latin |              |
| 2002 | Por Mas Que Intento Viceversa             | Latin5 (24 Wo.)Latin |              |
| 2003 | Un Monton De Estrellas Viceversa          | Latin18 (12 Wo.)Latin |              |
| 2003 | Si Te Dijeron Viceversa                   | Latin5 (26 Wo.)Latin |              |
| 2003 | Un Amor Para La Historia Solo Bolero      | Latin24 (23 Wo.)Latin |              |
| 2004 | Sombra Loca Auténtico                     | Latin19 (13 Wo.)Latin |              |
| 2005 | Ensename A Vivir Sin Ti Auténtico         | Latin37 (5 Wo.)Latin |              |
| 2006 | Los Hombres Tienen La Culpa Los Cocorocos | Latin39 (7 Wo.)Latin | mit Don Omar |
| 2008 | Conteo Regresivo Contraste                | Latin7 (28 Wo.)Latin | ES: Gold     |
| 2008 | No Te Vayas Contraste                     | Latin28 (15 Wo.)Latin |              |
| 2009 | Me Gustan Las Navidades –                 | Latin39 (2 Wo.)Latin |              |
| 2009 | La Fiesta No Es Para Feos –               | Latin42 (1 Wo.)Latin |              |
| 2009 | Llego El Amor Contraste                   | Latin41 (8 Wo.)Latin |              |
| 2010 | Vivir Sin Ti Irrepetible                  | Latin50 (1 Wo.)Latin |              |
| 2012 | Estas Ahi? Gilberto Santa Rosa            | Latin27 (10 Wo.)Latin |              |

### Gastbeiträge
| Jahr | Titel Album     | Höchstplatzierung, Gesamtwochen, AuszeichnungChartsChartplatzierungen (Jahr, Titel, Album, Platzierungen, Wochen, Auszeichnungen, Anmerkungen) | Anmerkungen                                                                        |
| Jahr | Titel Album     | Latin | Anmerkungen                                                                        |
| ---- | --------------- | --- | ---------------------------------------------------------------------------------- |
| 2002 | La Salsa Vive – | Latin22 (12 Wo.)Latin | Tito Nieves feat. Celia Cruz, Gilberto Santa Rosa, Cheo Feliciano & Ismael Miranda |